# Fussballclub Muri 2022-2023
Questa voce raccoglie le informazioni riguardanti il Fussballclub Muri nelle competizioni ufficiali della stagione 2022-2023.

## Stagione
Nella stagione 2022-2023 il Muri, allenato da Piu, concluse il campionato di Prima Lega al 15º posto. In Coppa Svizzera il Muri fu eliminato al primo turno dal Winterthur.

## Rosa
| N. |                                 | Ruolo | Calciatore      |
| -- | ------------------------------- | ----- | --------------- |
| 2  | Svizzera (bandiera)             | D     | Laze Stojkovski |
| 4  | Svizzera (bandiera)             | D     | Simone Parente  |
| 5  | Svizzera (bandiera)             | A     | Luigi Milicaj   |
| 6  | Svizzera (bandiera)             | D     | Jan Burkard     |
| 7  | Svizzera (bandiera)             | D     | Belmin Mrkonja  |
| 8  | Svizzera (bandiera)             | C     | Marko Bičvić    |
| 9  | Kosovo (bandiera)               | A     | Eduard Nikolla  |
| 10 | Portogallo (bandiera)           | C     | Joao Ferreira   |
| 11 | Francia (bandiera)              | A     | Thibault Lancry |
| 12 | Svizzera (bandiera)             | C     | Kastriot Tafa   |
| 14 | Portogallo (bandiera)           | C     | Rafael Ferreira |
| 16 | Germania (bandiera)             | C     | Davide D'Acunto |
| 17 | Svizzera (bandiera)             | D     | Genti Ajdari    |
| 18 | Svizzera (bandiera)             | C     | Kagan Temircan  |
| 18 | Svizzera (bandiera)             | A     | Emral Iseni     |
| 19 | Croazia (bandiera)              | C     | Dominko Radalj  |
| 20 | Bosnia ed Erzegovina (bandiera) | C     | Admir Seferagic |
| 21 | Italia (bandiera)               | C     | Luca Passerini  |
| 22 | Svizzera (bandiera)             | C     | Yannik Wiget    |

| N. |                                 | Ruolo | Calciatore          |
| -- | ------------------------------- | ----- | ------------------- |
| 25 | Svizzera (bandiera)             | C     | Joel Trüb           |
| 27 | Svizzera (bandiera)             | C     | Diego Zoller        |
| 30 | Bosnia ed Erzegovina (bandiera) | C     | Ernes Paden         |
|    | Croazia (bandiera)              | P     | Dejan Grmaca        |
|    | Svizzera (bandiera)             | P     | Orlando Gyr         |
|    | Svizzera (bandiera)             | P     | Noël Kottmann       |
|    | Svizzera (bandiera)             | P     | Marco Ruf           |
|    | Svizzera (bandiera)             | P     | Michael Wehrli      |
|    | Svizzera (bandiera)             | D     | Orlando Markaj      |
|    | Svizzera (bandiera)             | D     | Manuele Pasquarelli |
|    | Serbia (bandiera)               | D     | Nino Simic          |
|    | Svizzera (bandiera)             | D     | Michael Stadelmann  |
|    | Svizzera (bandiera)             | C     | Jonathan End        |
|    | Svizzera (bandiera)             | C     | Ermal Krasniqi      |
|    | Svizzera (bandiera)             | C     | Christian Schaad    |
|    | Svizzera (bandiera)             | C     | Tom Singenberger    |
|    | Kosovo (bandiera)               | A     | Leonit Rexhaj       |
|    | Kosovo (bandiera)               | A     | Vlerson Veseli      |

## Organigramma societario
Area tecnica
- Allenatore: Piu
- Allenatore in seconda:
- Preparatore dei portieri:
- Preparatori atletici:

## Calciomercato

### Sessione estiva
| Acquisti | Acquisti        | Acquisti                  | Acquisti |
| R.       | Nome            | da                        | Modalità |
| -------- | --------------- | ------------------------- | -------- |
| P        | Dejan Grmaca    | Rotkreuz                  |          |
| A        | Noah Bachmann   | Wettswil-Bonstetten       |          |
| C        | Davide D'Acunto | Freienbach                |          |
| A        | Thibault Lancry | Lörrach                   |          |
| D        | Orlando Markaj  | FC Rapperswil-Jona/GC U18 |          |
| D        | Nino Simic      | Freienbach                |          |

| Cessioni | Cessioni           | Cessioni             | Cessioni |
| R.       | Nome               | a                    | Modalità |
| -------- | ------------------ | -------------------- | -------- |
| D        | Michael Iloski     | FC Sarmenstorf       |          |
| D        | Reto Brügger       | FC Sins              |          |
| C        | Chris Wiederkehr   | Windisch             |          |
| C        | Michael Hohl       | FC Sins              |          |
| P        | Rajko Abadzic      | Buchs                |          |
| C        | Loris Völker       | FC Sins              |          |
| C        | Nelson Afulike     | Dietikon             |          |
| C        | Ajdin Bajric       | Köniz                |          |
| A        | Noaim Bayazi       | Suhr                 |          |
| D        | Laze Stojkovski    | FK Sloga 1934        |          |
| P        | Lyuboslav Stoyanov | Portalban/Gletterens |          |

### Sessione invernale
| Acquisti | Acquisti       | Acquisti       | Acquisti |
| R.       | Nome           | da             | Modalità |
| -------- | -------------- | -------------- | -------- |
| C        | Dominko Radalj | Assyriska BK   |          |
| P        | Orlando Gyr    | Cham II        |          |
| C        | Marko Bičvić   | FC Mutschellen |          |
| A        | Luigi Milicaj  | Kosova Zurigo  |          |

| Cessioni | Cessioni        | Cessioni   | Cessioni |
| R.       | Nome            | a          | Modalità |
| -------- | --------------- | ---------- | -------- |
| A        | Francis Asamoah | Dornach    |          |
| A        | Noah Bachmann   | Eschenbach |          |

## Risultati

### Prima Lega

#### andata
| Zurigo 6 agosto 2022, ore 16:00 CEST 1ª giornata                            | Muri      | 0 – 4 referto                             | Neuchâtel Xamax II | Sportanlage Letten |
| \| \| \| \| \| \| Marcatori \| 30’ Maurer 89’ Jorge 90’ Arm 90’ Omeragic \| |           |                                           |                    |                    |
|                                                                             |           |                                           |                    |                    |
|                                                                             | Marcatori | 30’ Maurer 89’ Jorge 90’ Arm 90’ Omeragic |                    |                    |

| Soletta 13 agosto 2022, ore 16:00 CEST 2ª giornata                                                                                | Soletta   | 6 – 2 referto             | Muri | Stadion Solothurn |
| \| \| \| \| \| Zimmermann 42’, 49’ Gerspacher 45’ Probst 64’ Domoraud 70’ Mathys 79’ \| Marcatori \| 83’ Ferreira 87’ D'Acunto \| |           |                           |      |                   |
| |           |                           |      |                   |
| Zimmermann 42’, 49’ Gerspacher 45’ Probst 64’ Domoraud 70’ Mathys 79’                                                             | Marcatori | 83’ Ferreira 87’ D'Acunto |      |                   |

| Wohlen 24 agosto 2022, ore 20:15 CEST 3ª giornata                          | Muri      | 1 – 3 referto                   | Rotkreuz | Stadion Niedermatten (130 spett.) |
| \| \| \| \| \| Gmür 25’ \| Marcatori \| 16’, 40’ Krasniqi 42’ Palatucci \| |           |                                 |          |                                   |
|                                                                            |           |                                 |          |                                   |
| Gmür 25’                                                                   | Marcatori | 16’, 40’ Krasniqi 42’ Palatucci |          |                                   |

| Dornach 27 agosto 2022, ore 16:00 CEST 4ª giornata                               | Dornach   | 2 – 2 referto        | Muri | Sportanlage Gigersloch |
| \| \| \| \| \| Muharemović 29’ Gisin 81’ \| Marcatori \| 31’ Gmür 85’ Burkard \| |           |                      |      |                        |
|                                                                                  |           |                      |      |                        |
| Muharemović 29’ Gisin 81’                                                        | Marcatori | 31’ Gmür 85’ Burkard |      |                        |

| Zurigo 4 settembre 2022, ore 14:30 CEST 5ª giornata    | Muri      | 0 – 2 referto        | Bassecourt | Sportanlage Letten (200 spett.) |
| \| \| \| \| \| \| Marcatori \| 59’ Nsumbu 84’ Nushi \| |           |                      |            |                                 |
|                                                        |           |                      |            |                                 |
|                                                        | Marcatori | 59’ Nsumbu 84’ Nushi |            |                                 |

| Basilea 10 settembre 2022, ore 15:00 CEST 6ª giornata                            | Black Stars Basilea | 5 – 0 referto | Muri | Sportplatz Buschweilerhof |
| \| \| \| \| \| Xhemaili 7’, 10’, 58’ Babovic 71’ Adamczyk 77’ \| Marcatori \| \| |                     |               |      |                           |
|                                                                                  |                     |               |      |                           |
| Xhemaili 7’, 10’, 58’ Babovic 71’ Adamczyk 77’                                   | Marcatori           |               |      |                           |

| Zurigo 18 settembre 2022, ore 14:30 CEST 7ª giornata                                     | Muri      | 1 – 5 referto                             | Concordia Basilea | Sportanlage Letten (250 spett.) |
| \| \| \| \| \| Bachmann 75’ \| Marcatori \| 4’, 13’, 40’ Alessio 37’ Ahmeti 83’ Ejupi \| |           |                                           |                   |                                 |
|                                                                                          |           |                                           |                   |                                 |
| Bachmann 75’                                                                             | Marcatori | 4’, 13’, 40’ Alessio 37’ Ahmeti 83’ Ejupi |                   |                                 |

| Emmen 24 settembre 2022, ore 18:00 CEST 8ª giornata                                                 | Emmenbrücke | 5 – 1 referto | Muri | Sportanlage Gersag (400 spett.) |
| \| \| \| \| \| Saliu 13’ (rig.), 73’ Bratanovič 17’, 90’ Berisha 37’ \| Marcatori \| 76’ Nikolla \| |             |               |      |                                 |
| |             |               |      |                                 |
| Saliu 13’ (rig.), 73’ Bratanovič 17’, 90’ Berisha 37’                                               | Marcatori   | 76’ Nikolla   |      |                                 |

| Zurigo 2 ottobre 2022, ore 14:30 CEST 9ª giornata                        | Muri      | 2 – 1 referto | Schötz | Sportanlage Letten |
| \| \| \| \| \| Paden 39’ (rig.), 70’ (rig.) \| Marcatori \| 84’ Pokua \| |           |               |        |                    |
|                                                                          |           |               |        |                    |
| Paden 39’ (rig.), 70’ (rig.)                                             | Marcatori | 84’ Pokua     |        |                    |

| Wohlen 8 ottobre 2022, ore 17:00 CEST 10ª giornata                                                    | Wohlen    | 4 – 1 referto    | Muri | Stadion Niedermatten |
| \| \| \| \| \| Golaj 38’ Seferi 65’ (rig.) Kisisa 69’ Quintas 89’ \| Marcatori \| 45’ (rig.) Paden \| |           |                  |      |                      |
| |           |                  |      |                      |
| Golaj 38’ Seferi 65’ (rig.) Kisisa 69’ Quintas 89’                                                    | Marcatori | 45’ (rig.) Paden |      |                      |

| Thun 15 ottobre 2022, ore 16:00 CEST 11ª giornata                      | Thun II   | 2 – 2 referto        | Muri | Stockhorn Arena |
| \| \| \| \| \| Berger 26’, 73’ \| Marcatori \| 34’ Wiget 70’ Zoller \| |           |                      |      |                 |
|                                                                        |           |                      |      |                 |
| Berger 26’, 73’                                                        | Marcatori | 34’ Wiget 70’ Zoller |      |                 |

| Zurigo 30 ottobre 2022, ore 14:30 CEST 12ª giornata                       | Muri      | 2 – 1 referto | Köniz | Sportanlage Letten (150 spett.) |
| \| \| \| \| \| Zoller 81’ Paden 84’ (rig.) \| Marcatori \| 67’ Lukarov \| |           |               |       |                                 |
|                                                                           |           |               |       |                                 |
| Zoller 81’ Paden 84’ (rig.)                                               | Marcatori | 67’ Lukarov   |       |                                 |

| Delémont 6 novembre 2022, ore 14:30 CET 13ª giornata                                  | Delémont  | 2 – 2 referto           | Muri | Stadio La Blancherie (452 spett.) |
| \| \| \| \| \| Cesca 22’ Achour 52’ (rig.) \| Marcatori \| 18’ Zoller 90’ Ferreira \| |           |                         |      |                                   |
|                                                                                       |           |                         |      |                                   |
| Cesca 22’ Achour 52’ (rig.)                                                           | Marcatori | 18’ Zoller 90’ Ferreira |      |                                   |

| Muri 13 novembre 2022, ore 14:30 CET 14ª giornata                | Muri      | 1 – 2 referto         | Langenthal | Sportanlage Brühl Muri AG (400 spett.) |
| \| \| \| \| \| Gmür 85’ \| Marcatori \| 50’ Lässer 87’ Haziri \| |           |                       |            |                                        |
|                                                                  |           |                       |            |                                        |
| Gmür 85’                                                         | Marcatori | 50’ Lässer 87’ Haziri |            |                                        |

| Münsingen 20 novembre 2022, ore 14:30 CET 15ª giornata                                    | Münsingen | 3 – 2 referto            | Muri | Sportanlage Sandreutenen (280 spett.) |
| \| \| \| \| \| Fryand 6’ Spahiu 17’ Moser 86’ \| Marcatori \| 16’ Ferreira 57’ Burkard \| |           |                          |      |                                       |
|                                                                                           |           |                          |      |                                       |
| Fryand 6’ Spahiu 17’ Moser 86’                                                            | Marcatori | 16’ Ferreira 57’ Burkard |      |                                       |

#### ritorno
| Neuchâtel 26 novembre 2022, ore 16:00 CET 16ª giornata                                | Neuchâtel Xamax II | 6 – 0 referto | Muri | La Maladière (100 spett.) |
| \| \| \| \| \| Sherzad 34’, 47’ Arm 55’ Surdez 59’, 67’ Rexhaj 64’ \| Marcatori \| \| |                    |               |      |                           |
|                                                                                       |                    |               |      |                           |
| Sherzad 34’, 47’ Arm 55’ Surdez 59’, 67’ Rexhaj 64’                                   | Marcatori          |               |      |                           |

| Muri 26 febbraio 2023, ore 14:30 CET 17ª giornata                              | Muri      | 2 – 2 referto         | Soletta | Sportanlage Brühl Muri AG (200 spett.) |
| \| \| \| \| \| Lancry 42’ Nikolla 63’ \| Marcatori \| 19’ Probst 90’ Mathys \| |           |                       |         |                                        |
|                                                                                |           |                       |         |                                        |
| Lancry 42’ Nikolla 63’                                                         | Marcatori | 19’ Probst 90’ Mathys |         |                                        |

| Risch 5 marzo 2023, ore 15:00 CET 18ª giornata                     | Rotkreuz  | 1 – 2 referto          | Muri | Sportpark Rotkreuz (350 spett.) |
| \| \| \| \| \| Allou 44’ \| Marcatori \| 53’ Milicaj 61’ Zoller \| |           |                        |      |                                 |
|                                                                    |           |                        |      |                                 |
| Allou 44’                                                          | Marcatori | 53’ Milicaj 61’ Zoller |      |                                 |

| Muri 12 marzo 2023, ore 14:30 CET 19ª giornata                                    | Muri      | 2 – 2 referto          | Dornach | Sportanlage Brühl Muri AG (270 spett.) |
| \| \| \| \| \| Milicaj 28’ Ferreira 67’ \| Marcatori \| 45’ Rieser 74’ Muslija \| |           |                        |         |                                        |
|                                                                                   |           |                        |         |                                        |
| Milicaj 28’ Ferreira 67’                                                          | Marcatori | 45’ Rieser 74’ Muslija |         |                                        |

| Bassecourt 18 marzo 2023, ore 15:00 CET 20ª giornata                                     | Bassecourt | 4 – 1 referto | Muri | Stade des Grands-Prés (200 spett.) |
| \| \| \| \| \| Moine 40’ Nushi 66’ Gester 82’ Currenti 84’ \| Marcatori \| 32’ Bičvić \| |            |               |      |                                    |
|                                                                                          |            |               |      |                                    |
| Moine 40’ Nushi 66’ Gester 82’ Currenti 84’                                              | Marcatori  | 32’ Bičvić    |      |                                    |

| Muri 29 marzo 2023, ore 20:15 CEST 21ª giornata                                            | Muri      | 2 – 4 referto                      | Black Stars Basilea | Sportanlage Brühl Muri AG (190 spett.) |
| \| \| \| \| \| Zoller 80’ Lancry 90’ \| Marcatori \| 36’ Shillova 39’, 55’, 73’ Saponja \| |           |                                    |                     |                                        |
|                                                                                            |           |                                    |                     |                                        |
| Zoller 80’ Lancry 90’                                                                      | Marcatori | 36’ Shillova 39’, 55’, 73’ Saponja |                     |                                        |

| Basilea 2 aprile 2023, ore 14:00 CEST 22ª giornata                  | Concordia Basilea | 1 – 2 referto         | Muri | Stadion Rankhof (156 spett.) |
| \| \| \| \| \| Fonseca 17’ \| Marcatori \| 20’ Paden 52’ Mrkonja \| |                   |                       |      |                              |
|                                                                     |                   |                       |      |                              |
| Fonseca 17’                                                         | Marcatori         | 20’ Paden 52’ Mrkonja |      |                              |

| Muri 8 aprile 2023, ore 15:00 CEST 23ª giornata                        | Muri      | 3 – 1 referto | Emmenbrücke | Sportanlage Brühl Muri AG (260 spett.) |
| \| \| \| \| \| Milicaj 1’, 48’ Lancry 90’ \| Marcatori \| 52’ Facal \| |           |               |             |                                        |
|                                                                        |           |               |             |                                        |
| Milicaj 1’, 48’ Lancry 90’                                             | Marcatori | 52’ Facal     |             |                                        |

| Schötz 15 aprile 2023, ore 16:00 CEST 24ª giornata                                       | Schötz    | 2 – 3 referto                    | Muri | Fußballanlage Wissenhusen |
| \| \| \| \| \| Bühler 51’ Schmid 55’ \| Marcatori \| 26’ Mrkonja 29’ Milicaj 54’ Trüb \| |           |                                  |      |                           |
|                                                                                          |           |                                  |      |                           |
| Bühler 51’ Schmid 55’                                                                    | Marcatori | 26’ Mrkonja 29’ Milicaj 54’ Trüb |      |                           |

| Muri 22 aprile 2023, ore 18:00 CEST 25ª giornata                                                                     | Muri      | 0 – 8 referto                                                                      | Wohlen | Sportanlage Brühl Muri AG |
| \| \| \| \| \| \| Marcatori \| 7’ Pnishi 19’ Urtic 23’ Quintas 45’, 52’ Kisisa 64’ Sadik 70’ Romano 86’ Ouedraogo \| |           |                                                                                    |        |                           |
| |           |                                                                                    |        |                           |
| | Marcatori | 7’ Pnishi 19’ Urtic 23’ Quintas 45’, 52’ Kisisa 64’ Sadik 70’ Romano 86’ Ouedraogo |        |                           |

| Muri 29 aprile 2023, ore 18:00 CEST 26ª giornata                                                                      | Muri      | 1 – 5 referto                                                     | Thun II | Sportanlage Brühl Muri AG |
| \| \| \| \| \| Zoller 50’ (rig.) \| Marcatori \| 22’ (rig.) Berger 29’ Loosli 48’, 64’ Sessolo 65’ Triantafillidis \| |           |                                                                   |         |                           |
| |           |                                                                   |         |                           |
| Zoller 50’ (rig.) | Marcatori | 22’ (rig.) Berger 29’ Loosli 48’, 64’ Sessolo 65’ Triantafillidis |         |                           |

| 6 maggio 2023, ore 16:00 CEST 27ª giornata | Köniz | 0 – 1 | Muri |  |

| 13 maggio 2023, ore 17:30 CEST 28ª giornata | Muri | 3 – 4 | Delémont |  |

| 20 maggio 2023, ore 16:00 CEST 29ª giornata | Langenthal | 4 – 5 | Muri |  |

| 27 maggio 2023, ore 16:00 CEST 30ª giornata | Muri | 1 – 7 | Münsingen |  |

### Coppa Svizzera
| Arbitro: | von Mandach |

|  |           |                                                                              |
|  | Marcatori | 9’ Schättin 44’ Giusto 45’ Gelmi 48’, 85’ Manzambi 55’ Rodríguez 70’ Kamberi |

## Statistiche

### Statistiche di squadra
| Competizione   | Punti | In casa | In casa | In casa | In casa | In casa | In casa | In trasferta | In trasferta | In trasferta | In trasferta | In trasferta | In trasferta | Totale | Totale | Totale | Totale | Totale | Totale | DR  |
| Competizione   | Punti | G       | V       | N       | P       | Gf      | Gs      | G            | V            | N            | P            | Gf           | Gs           | G      | V      | N      | P      | Gf     | Gs     | DR  |
| -------------- | ----- | ------- | ------- | ------- | ------- | ------- | ------- | ------------ | ------------ | ------------ | ------------ | ------------ | ------------ | ------ | ------ | ------ | ------ | ------ | ------ | --- |
| Prima Lega     | 29    | 15      | 3       | 2       | 10      | 21      | 51      | 15           | 5            | 3            | 7            | 26           | 47           | 30     | 8      | 5      | 17     | 47     | 98     | -51 |
| Coppa Svizzera | -     | 1       | 0       | 0       | 1       | 0       | 7       | 0            | 0            | 0            | 0            | 0            | 0            | 1      | 0      | 0      | 1      | 0      | 7      | -7  |
| Totale         | 29    | 16      | 3       | 2       | 11      | 21      | 58      | 15           | 5            | 3            | 7            | 26           | 47           | 31     | 8      | 5      | 18     | 47     | 105    | -58 |

### Andamento in campionato
| Giornata  | 1  | 2  | 3  | 4  | 5  | 6  | 7  | 8  | 9  | 10 | 11 | 12 | 13 | 14 | 15 | 16 | 17 | 18 | 19 | 20 | 21 | 22 | 23 | 24 | 25 | 26 | 27 | 28 | 29 | 30 |
| --------- | -- | -- | -- | -- | -- | -- | -- | -- | -- | -- | -- | -- | -- | -- | -- | -- | -- | -- | -- | -- | -- | -- | -- | -- | -- | -- | -- | -- | -- | -- |
| Luogo     | C  | T  | C  | T  | C  | T  | C  | T  | C  | T  | T  | C  | T  | C  | T  | T  | C  | T  | C  | T  | C  | T  | C  | T  | C  | C  | T  | C  | T  | C  |
| Risultato | P  | P  | P  | N  | P  | P  | P  | P  | V  | P  | N  | V  | N  | P  | P  | P  | N  | V  | N  | P  | P  | V  | V  | V  | P  | P  | V  | P  | V  | P  |
| Posizione | 16 | 16 | 16 | 16 | 16 | 16 | 16 | 16 | 16 | 16 | 16 | 16 | 16 | 16 | 16 | 16 | 16 | 15 | 15 | 15 | 15 | 15 | 15 | 15 | 15 | 15 | 15 | 15 | 14 | 15 |

Legenda:

Luogo: C = Casa; T = Trasferta. Risultato: V = Vittoria; N = Pareggio; P = Sconfitta.